# 2025年世界水泳選手権タークス・カイコス諸島選手団
2025年世界水泳選手権タークス・カイコス諸島選手団は、2025年7月11日から8月3日までシンガポールで開催された第22回世界水泳選手権のタークス・カイコス諸島選手団、およびその競技結果。

## 選手団
- 人員: 選手 2人

## 選手名簿・結果
| 選手                   | 種目              | 予選   | 予選 | 準決勝   | 準決勝   | 決勝     | 決勝     |
| 選手                   | 種目              | 結果   | 順位 | 結果     | 順位     | 結果     | 順位     |
| ---------------------- | ----------------- | ------ | ---- | -------- | -------- | -------- | -------- |
| イーサン・ガーディナー | 男子50m自由形     | 25秒56 | 90位 | 予選敗退 | 予選敗退 | 予選敗退 | 予選敗退 |
| イーサン・ガーディナー | 男子50m平泳ぎ     | 33秒63 | 75位 | 予選敗退 | 予選敗退 | 予選敗退 | 予選敗退 |
| アーレイア・ホール     | 女子50m自由形     | 29秒42 | 79位 | 予選敗退 | 予選敗退 | 予選敗退 | 予選敗退 |
| アーレイア・ホール     | 女子50mバタフライ | 32秒38 | 74位 | 予選敗退 | 予選敗退 | 予選敗退 | 予選敗退 |